# القاهرة الإسلامية

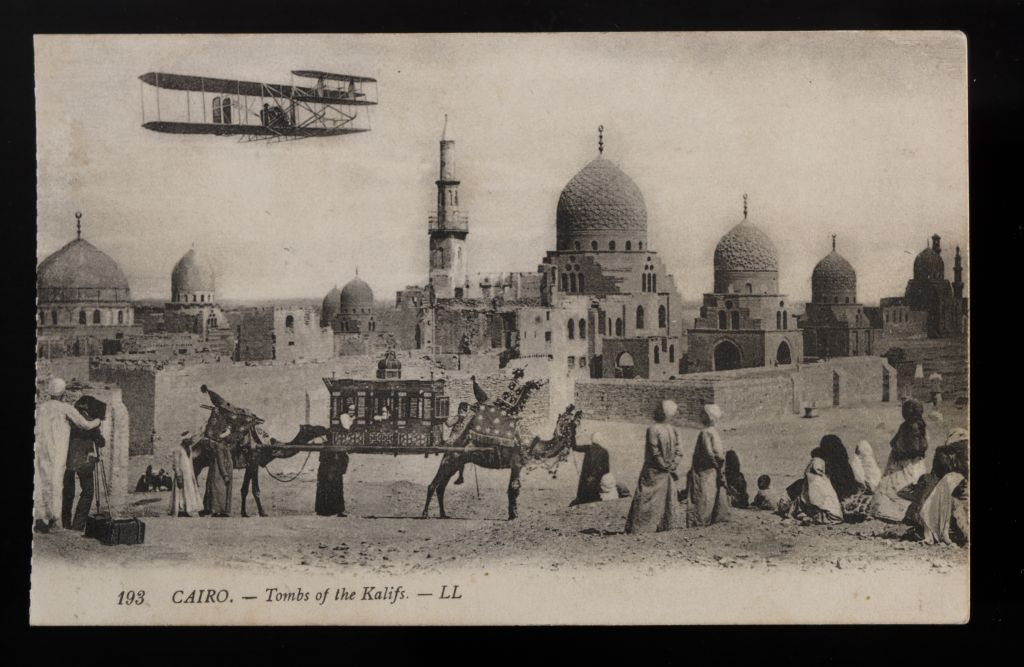
هودج ومقابر الخلفاء

القاهرة الإسلامية أو قاهرة المعز ، وتسمى أيضًا القاهرة التاريخية أو القاهرة في العصور الوسطى ، وتشير بشكل عام إلى المناطق التاريخية في القاهرة، مصر، والتي كانت موجودة قبل التوسع الحديث للمدينة خلال القرنين التاسع عشر والعشرين. ولا سيما الأجزاء المركزية حول المدينة القديمة المسورة وحول قلعة القاهرة. لا يشير اسم القاهرة «الإسلامية» إلى بروز أكبر للمسلمين في المنطقة بل يشير إلى تاريخ المدينة الغني وتراثها منذ تأسيسها في الفترة المبكرة من الإسلام، مع تمييزه عن المواقع القريبة المصرية القديمة الجيزة ومنف. هذه المنطقة تضم واحدة من أكبر التجمعات وأكثرها كثافة من العمارة التاريخية في العالم الإسلامي. : 7 إنها كذلك تتميز بالمئات من المساجد والمقابر والمدارس والقصور النوازل والتحصينات التي يعود تاريخها إلى جميع أنحاء العصر الإسلامي لمصر. في عام 1979، أعلنت منظمة الأمم المتحدة للتربية والعلم والثقافة (اليونسكو) أن «القاهرة التاريخية» هي موقع التراث الثقافي العالمي، باعتبارها «واحدة من أقدم المدن الإسلامية في العالم، بمساجدها ومدارسها الشهيرة الحمامات والنوافير» و«المركز الجديد للعالم الإسلامي الذي بلغ عصره الذهبي في القرن الرابع عشر.».

## التاريخ

### نشأة الفسطاط وأوائل العصر الإسلامي

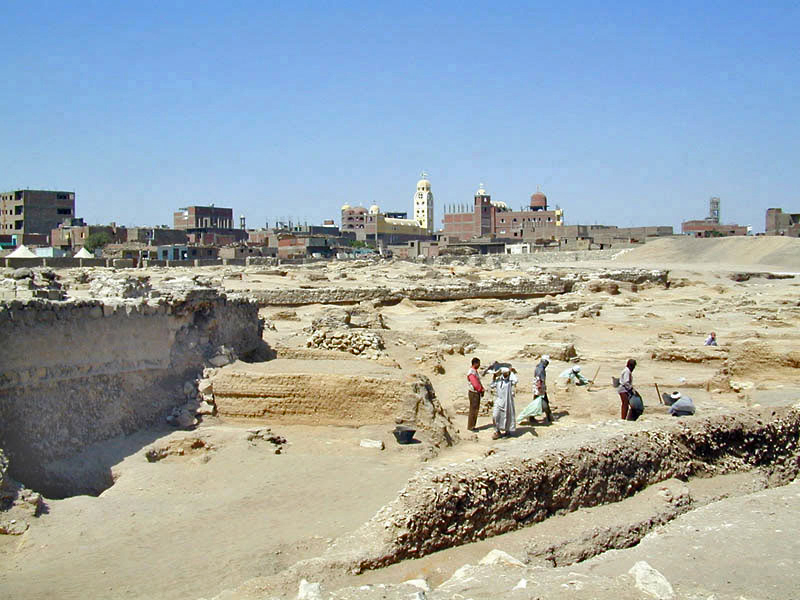
بقايا الفسطاط المحفورة في عام 2009.

يبدأ تاريخ القاهرة، في جوهره، مع الفتح الإسلامي لمصر في 641، بقيادة القائد عمرو بن العاص. على الرغم من أن الإسكندرية كانت عاصمة مصر في ذلك الوقت (وكانت في جميع أنحاء البطلمية والرومانية والبيزنطية)، قرر الفاتحون العرب إنشاء مدينة جديدة تسمى الفسطاط لتكون بمثابة العاصمة الإدارية ومركز الحامية العسكرية لمصر. كانت المدينة الجديدة تقع بالقرب من قلعة رومانية بيزنطية تُعرف باسم حصن بابليون على شواطئ النيل (تقع الآن في حي مصر القديمة)، جنوب غرب الموقع الأخير للقاهرة مناسب (انظر أدناه). ربما يرجع اختيار هذا الموقع إلى عدة عوامل، بما في ذلك قربه قليلاً من شبه الجزيرة العربية ومكة، والخوف من البقاء القوي المسيحية والهلنستية في الإسكندرية، وتعرض الإسكندرية للهجمات المضادة البيزنطية القادمة عن طريق البحر (وهو ما حدث بالفعل). ولعل الأهم من ذلك هو موقع الفسطاط عند تقاطع مصر السفلى (دلتا النيل) وصعيد مصر (النيل جعل الوادي في الجنوب) مكانًا استراتيجيًا يمكن من خلاله التحكم في بلد كان متمركزًا على نهر النيل، تمامًا مثل مدينة المصرية القديمة منف (تقع جنوبًا مباشرة القاهرة اليوم). (كان نمط تأسيس الحامية الجديدة في الداخل أيضًا نمطًا تكرر خلال الفتوحات الإسلامية، مع أمثلة أخرى مثل القيروان في تونس أو الكوفة في العراق.) تأسيس الفسطاط كما رافقه تأسيس أول مسجد في مصر (وأفريقيا)، مسجد عمرو بن العاص، الذي أعيد بناؤه كثيرًا على مر القرون ولكنه لا يزال موجودًا حتى اليوم.

سرعان ما نمت الفسطاط لتصبح المدينة الرئيسية والميناء والمركز الاقتصادي في مصر، حيث أصبحت الإسكندرية مدينة إقليمية. في عام 661، أصبح العالم الإسلامي تحت سيطرة الأمويون، ومقرهم في عاصمتهم دمشق، حتى الإطاحة بهم من قبل العباسيين في 750. اتخذ الخليفة الأموي الأخير، مروان الثاني، معركته الأخيرة في مصر ولكن قتل في الأول من آب 750. بعد ذلك مصر، والفسطاط، كانت تحت سيطرة العباسيين. ميز العباسيون حكمهم الجديد في مصر بتأسيس عاصمة إدارية جديدة تسمى العسكر، شمال شرق الفسطاط قليلاً، بمبادرة من واليهم أبو عون. اكتملت المدينة بتأسيس مسجد كبير يسمى جامع العسكر عام 786، وشمل قصرًا لمنزل الحاكم يُعرف بـ دار العمارة. لم يبق من هذه المدينة إلى اليوم، لكن تأسيس عواصم إدارية جديدة خارج المدينة الرئيسية أصبح نمطًا متكررًا في تاريخ المنطقة. 

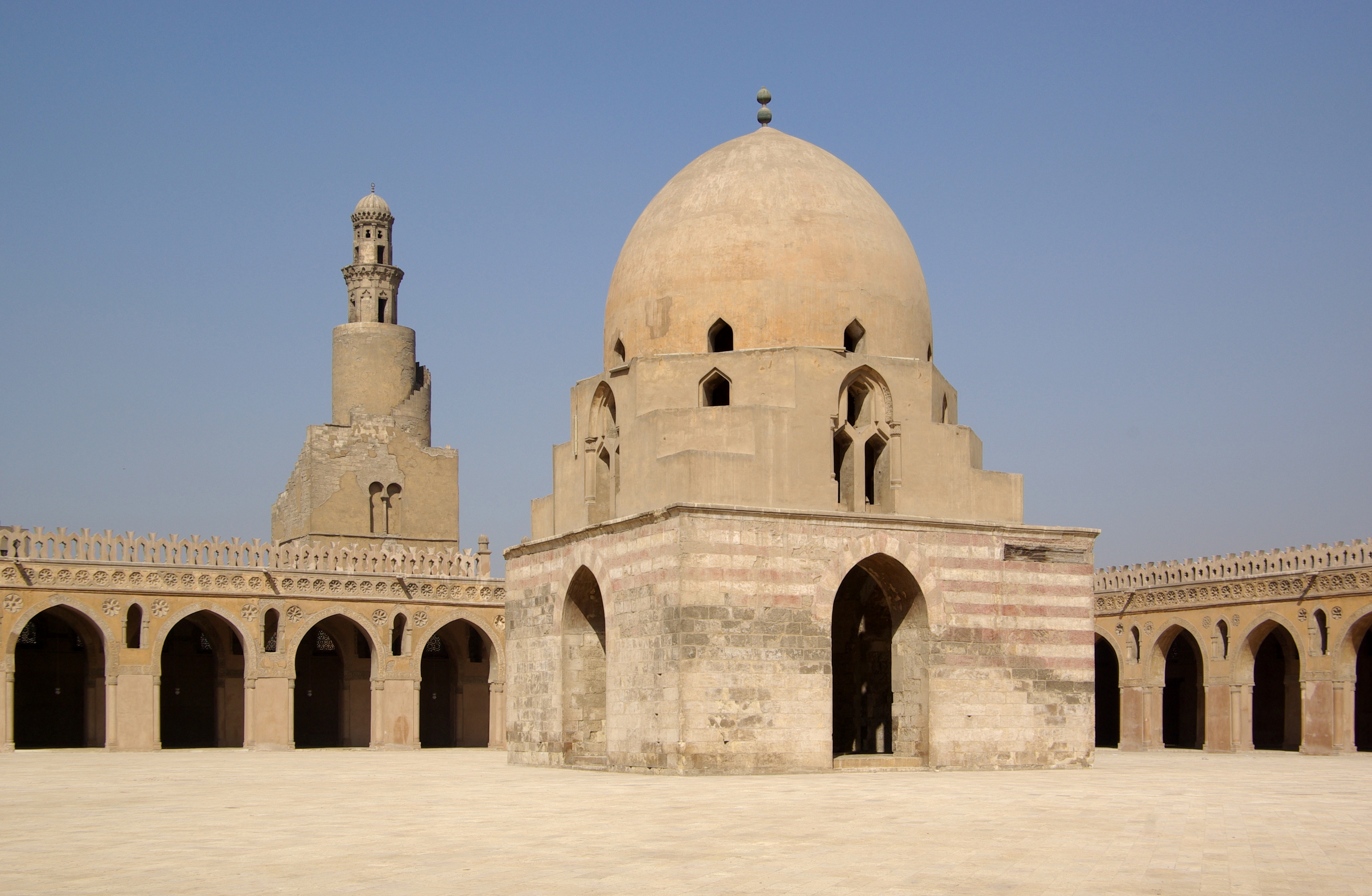
مسجد ابن طولون ، بني في القرن التاسع. إنه مثال نادر ومميز على العمارة العباسية خارج العراق.

أحمد بن طولون كان قائد عسكري تركي خدم الخلفاء العباسيين في سامراء خلال أزمة طويلة للسلطة العباسية. أصبح حاكم مصر عام 868 لكنه سرعان ما أصبح حاكمها المستقل «بحكم الأمر الواقع»، بينما لا يزال الاعتراف بالسلطة الرمزية للخليفة العباسي. نما نفوذه لدرجة أن الخليفة سمح له فيما بعد بالسيطرة على سوريا عام 878. خلال هذه الفترة من حكم الطولونيين (في عهد ابن طولون وأبنائه)، مصر أصبحت دولة مستقلة لأول مرة منذ أن تأسست الحكم الروماني عام 30 قبل الميلاد. أسس ابن طولون عاصمته الإدارية الجديدة عام 870، وأطلق عليها القطائع، شمال غرب مدينة العسكر. تضمنت قصرًا كبيرًا جديدًا (لا يزال يُطلق عليه «دار العمارة»)، وميدان سباق الخيل أو عرض عسكري، ووسائل راحة مثل مستشفى (بيمارستان)، ومسجدًا كبيرًا لا يزال قائماً حتى يومنا هذا، المعروف باسم مسجد ابن طولون، بني بين 876 و 879. توفي ابن طولون عام 884 وحكم أبناؤه لبضعة أخرى. عقود حتى 905 عندما أرسل العباسيون جيشًا لإعادة السيطرة المباشرة وأحرقوا القطائع على الأرض، ولم يبق منهم سوى المسجد. بعد ذلك، حكمت مصر لفترة من قبل سلالة أخرى، الإخشيديين، الذين حكموا حكامًا عباسيين بين عامي 935 و 969. بعض منشآتهم، ولا سيما في عهد أبو المسك كافور الأسود الخصي (أصله من إثيوبيا) الذي حكم بصفته وصي العرش خلال الجزء الأخير من هذه الفترة، ربما أثر على اختيار الفاطميين المستقبليين لمكان عاصمتهم، حيث تم دمج إحدى حدائق كافور العظيمة على طول قناة سيزوستريس في القصور الفاطمية اللاحقة.

### تأسيس القاهرة والعصر الفاطمي

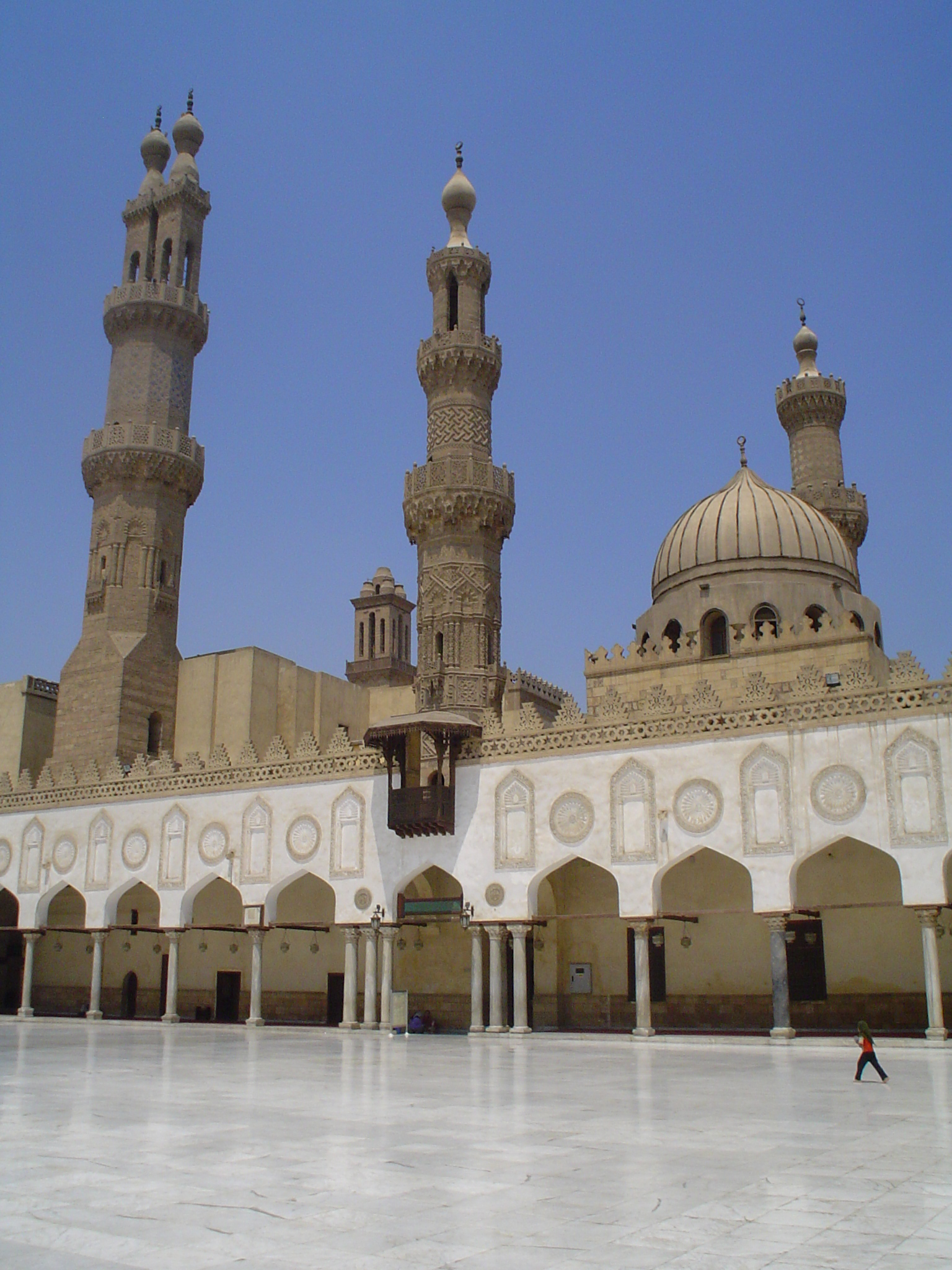
جامع الأزهر ، أسسه الفاطميون عام 972. (المآذن أضيفت لاحقًا خلال العصر المملوكي.)

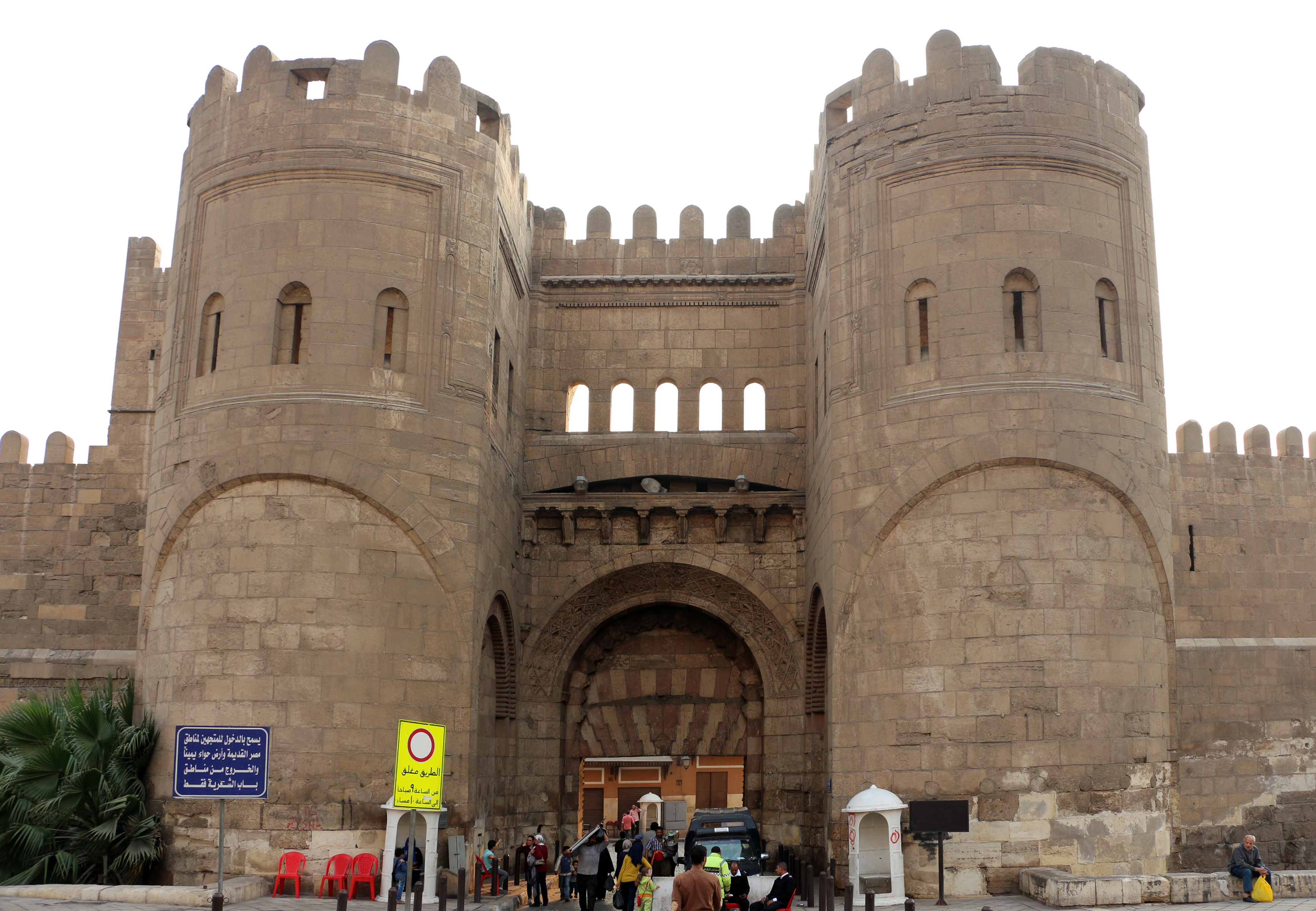
باب الفتوح ، أحد البوابات الشمالية للقاهرة التي بناها الوزير الفاطمي بدر الدين الجمالي في أواخر القرن الحادي عشر.

في عام 969 م قامت الدولة الفاطمية التي كان مقرها إفريقية (تونس)، بغزو مصر في عهد الخليفة المعز بقيادة الجنرال جوهر الصقلي. وفي عام 970، وبتعليمات من المعز، قام جوهر بتخطيط وإنشاء وبناء مدينة جديدة لتكون بمثابة مقر إقامة ومركز قوة للخلفاء الفاطميين. سميت المدينة بـ «المعزية القاهرة»، «مدينة نصر المعز»، فيما بعد سميت ببساطة «القاهرة»، والتي أعطتنا الاسم الحديث القاهرة. : 80
كانت المدينة تقع شمال شرق الفسطاط ومن العواصم الإدارية السابقة التي بناها ابن طولون والعباسيون. نظم جوهر المدينة الجديدة بحيث كانت في وسطها القصور الكبرى التي ضمت الخلفاء وأسرهم ومؤسسات الدولة. تم الانتهاء من قصرين رئيسيين: شرقية (الأكبر بين القصرين) وغربية، وبينها ساحة مهمة تُعرف باسم «بين القصرين» («بين القصرين»). تأسس مسجد المدينة الرئيسي، جامع الأزهر، في عام 972 باعتباره مسجد الجمعة وكمركز للتعلم والتعليم، ويعتبر اليوم من أقدم الجامعات في العالم. الشارع الرئيسي في المدينة المعروف اليوم بشارع المعز لدين الله (أو al- شارع المعز) ولكن يشار إليه تاريخيًا باسم «القصبة» أو القصبة، ويمتد من أحد بوابات المدينة الشمالية (باب الفتوح) إلى البوابة الجنوبية (باب زويلة) ومرت بين القصور عبر بين القصرين. لكن في عهد الفاطميين، كانت القاهرة مدينة ملكية كانت مغلقة أمام عامة الناس ولا يسكنها سوى عائلة الخليفة ومسؤولي الدولة وأفواج الجيش وغيرهم من الأشخاص الضروريين لعمليات النظام ومدينته. ظلت الفسطاط لبعض الوقت المركز الاقتصادي والحضري الرئيسي لمصر. في وقت لاحق فقط، نمت القاهرة لاستيعاب المدن المحلية الأخرى، بما في ذلك الفسطاط، لكن عام 969 يعتبر أحيانًا «عام التأسيس» للمدينة الحالية.
غادر المعز ومعه الجهاز الإداري للخلافة الفاطمية عاصمته السابقة المهدية تونس عام 972 ووصل إلى القاهرة في يونيو 973. سرعان ما نمت الدولة الفاطمية بقوة كافية لتقف كتهديد للمنافسة السني الخلافة العباسية. في عهد الخليفة المستنصر (1036-1094)، الأطول بين أي حاكم مسلم، وصلت الدولة الفاطمية إلى ذروتها لكنها بدأت أيضًا في التراجع. تمكن عدد قليل من الوزراء، بالنيابة عن الخلفاء، من إحياء سلطة الدولة في بعض الأحيان. أعاد الوزير الأرمن بدر الجمالي (في منصبه من 1073-1094) بشكل ملحوظ بناء أسوار القاهرة بالحجر، وبوابات ضخمة، وبقايا التي لا تزال قائمة حتى اليوم وتم توسيعها في ظل حكم الأيوبيين لاحقًا. كان أواخر القرن الحادي عشر أيضًا فترة الأحداث والتطورات الرئيسية في المنطقة. في ذلك الوقت، سيطرت الدولة السلجوقية على جزء كبير من العالم الإسلامي الشرقي. كان وصول الأتراك، الذين كانوا أساسًا المسلمون السنة، عاملاً طويل الأمد فيما يسمى بـ «النهضة السنية» الذي عكس تقدم الفاطميون وفصائل الشيعة في الشرق الأوسط. في عام 1099 استولت الحملة الصليبية الأولى على القدس، وأصبحت الدول الصليبية تهديدًا مفاجئًا وخطيرًا لمصر. تولى الحكام المسلمون الجدد مثل نور الدين زنكي من الدولة الزنكية مسؤولية الهجوم الشامل ضد الصليبيين.
في القرن الثاني عشر، أصبح ضعف الفاطميين شديدًا لدرجة أنهم في عهد الخليفة الفاطمي الأخير، العديد، طلبوا المساعدة من الزنكيين لحماية أنفسهم من ملك القدس، عموري الأول، بينما كان يحاول في نفس الوقت التواطؤ مع الأخير لإبقاء الزنكيين تحت السيطرة. في عام 1168، عندما سار الصليبيون على القاهرة، أعرب الوزير الفاطمي شاور، عن قلقه من استخدام مدينة الفسطاط غير المحصنة كقاعدة لمحاصرة القاهرة، وأمر بإخلاءها ثم أضرم فيها النيران. بينما يناقش المؤرخون مدى الدمار (حيث يبدو أن الفسطاط استمرت في الوجود بعد ذلك)، فإن حرق الفسطاط يمثل لحظة محورية في تدهور تلك المدينة، التي طغت عليها القاهرة نفسها فيما بعد. في النهاية، أعلن صلاح الدين، القائد الزنكي الذي حصل على منصب وزير العديد في القاهرة، نهاية وتفكيك الدولة الفاطمية عام 1171. وهكذا عادت القاهرة إلى السنة، وفتح فصل جديد في تاريخ مصر، وتاريخ القاهرة الحضري.

### صعود القاهرة في العصرين الأيوبي والمملوكي

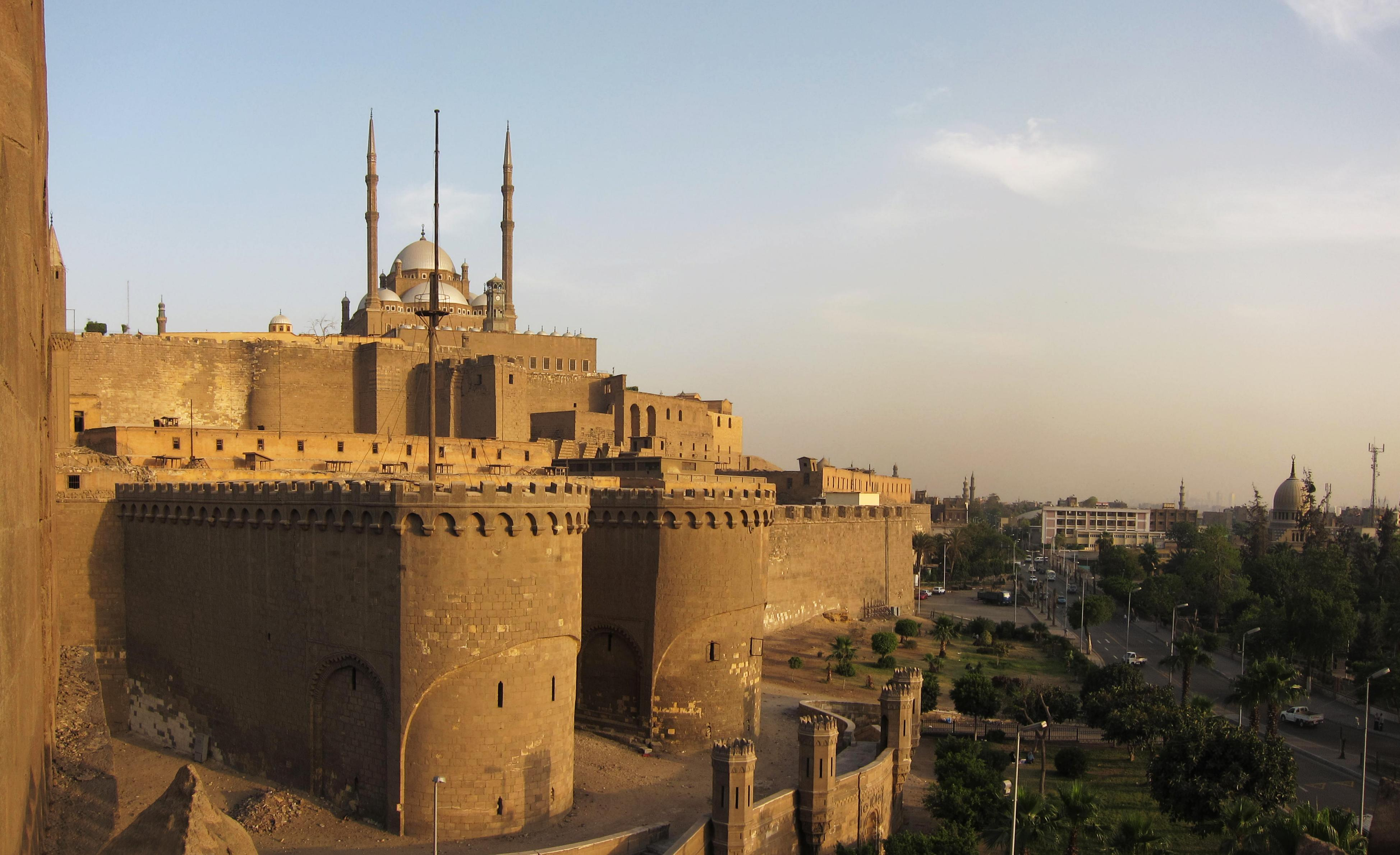
قلعة صلاح الدين الأيوبي (القاهرة) ، تأسست عام 1176 وطورها حكام آخرون من بعده. يمكن مسجد محمد علي في القرن التاسع عشر وهو يطل على جدرانه.

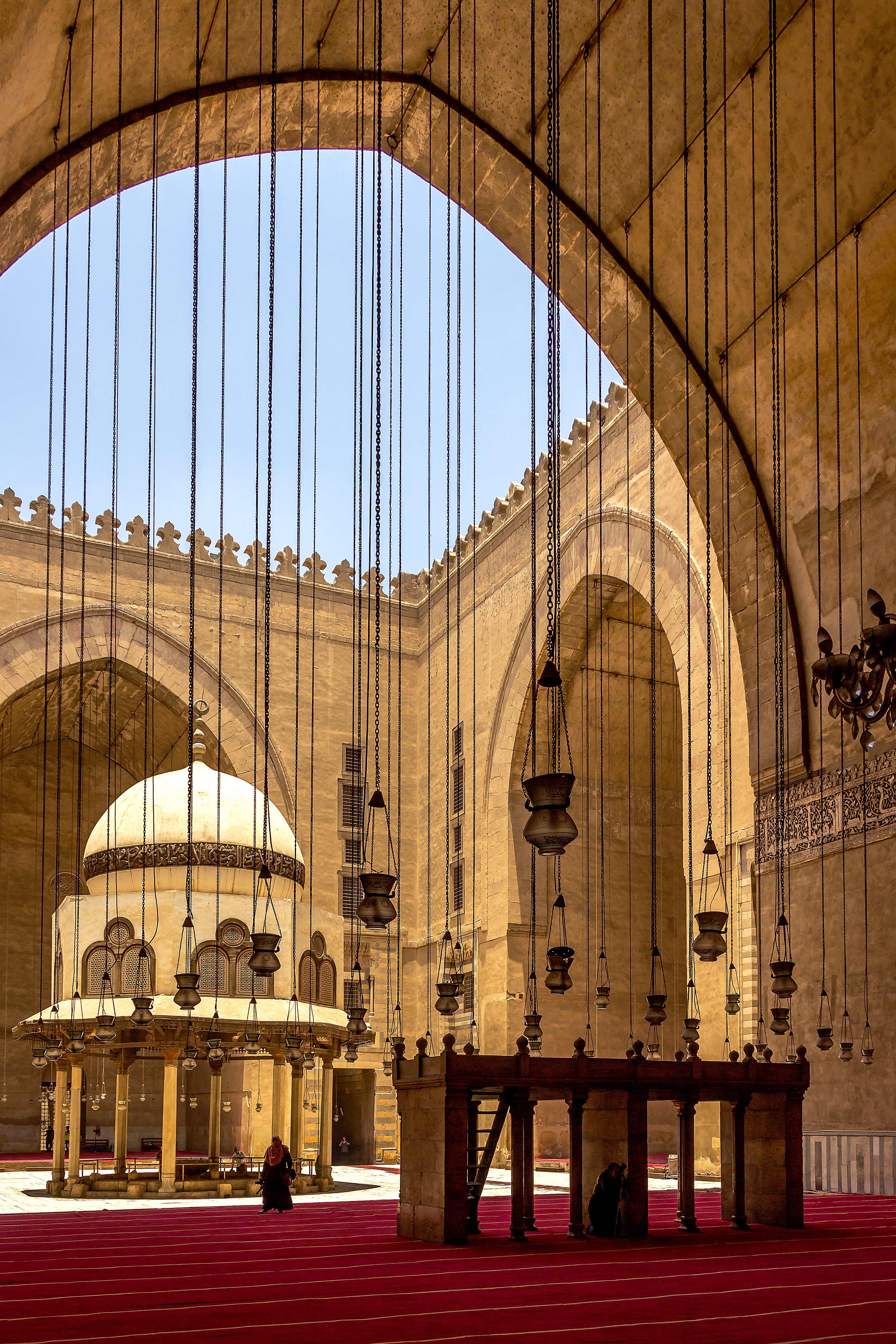
مسجد ومدرسة السلطان الناصر حسن ، المماليك البحرية ، منتصف القرن الرابع عشر.

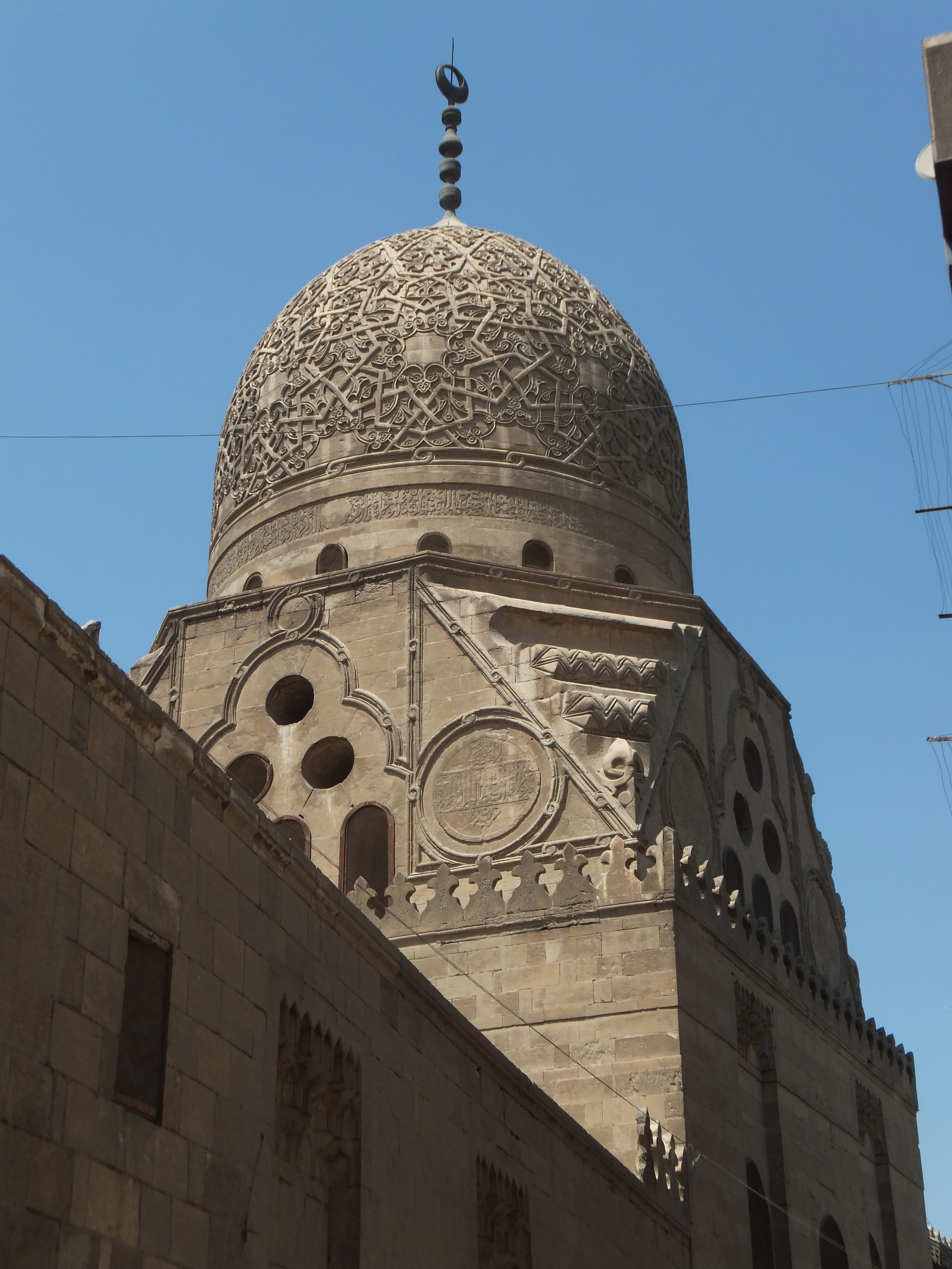
قبة مجمع السلطان قايتباي في المقبرة الشمالية ، المماليك البرجية ، أواخر القرن الخامس عشر.

شهد عهد صلاح الدين بداية الدولة الأيوبية، التي حكمت مصر وسوريا وواصلت القتال ضد الصليبيين. كما شرع في بناء قلعة محصنة جديدة طموحة (قلعة القاهرة الحالية) إلى الجنوب، خارج المدينة المسورة، والتي ستؤوي حكام مصر وإدارة الدولة لعدة قرون بعد ذلك. أنهى هذا مكانة القاهرة كمدينة قصر حصرية وبدأت عملية أصبحت المدينة من خلالها مركزًا اقتصاديًا يسكنه عامة المصريين ومفتوحًا للمسافرين الأجانب. على مدى القرون اللاحقة، تطورت القاهرة إلى مركز حضري واسع النطاق. ومهد انحدار الفسطاط خلال نفس الفترة الطريق لصعودها. السلاطين الأيوبيين وخلفاؤهم المماليك، الذين كانوا مسلمين سنة حريصين على محو تأثير الشيعة الفاطميين، الذين تم هدمهم تدريجياً واستبدلت القصور الفاطمية الكبرى بمبانيها الخاصة. تم تحويل الجامع الأزهر إلى مؤسسة سنية، وهو اليوم المركز الأول للدراسة من القرآن الكريم والقانون الإسلامي في العالم الإسلامي السني.
في عام 1250 تعثرت الدولة الأيوبية وانتقلت السلطة إلى نظام يسيطر عليه المماليك. كان المماليك جنودًا تم شراؤهم كعبيد شباب (غالبًا من مناطق مختلفة من وسط أوراسيا) وترعرعوا للخدمة في جيش السلطان. أصبحوا الدعامة الأساسية للجيش الأيوبي تحت حكم السلطان الصالح أيوب وأصبحوا في النهاية أقوياء بما يكفي للسيطرة على الدولة لأنفسهم في أزمة سياسية خلال الحملة الصليبية السابعة. بين عامي 1250 و 1517، انتقل العرش من مملوك إلى آخر في نظام الخلافة الذي كان بشكل عام غير وراثي، ولكنه في كثير من الأحيان عنيف وفوضوي. ومع ذلك، استمرت الإمبراطورية المملوكية في العديد من جوانب الإمبراطورية الأيوبية قبلها، وكانت مسؤولة عن صد تقدم المغول في عام 1260 (أشهرها في معركة عين جالوت) وكذلك وضع نهاية نهائية لـ الدول الصليبية في بلاد الشام.
في عهد السلطان المملوكي الناصر ناصر الدين محمد بن قلاوون (1293-1341)، بلغت القاهرة أوجها من حيث عدد السكان والثروة. A التقدير الشائع لعدد السكان قرب نهاية عهده، على الرغم من صعوبة تقييمه، يعطي رقمًا يقارب 500000، مما يجعل القاهرة أكبر مدينة في العالم خارج الصين في ذلك الوقت. بالرغم من نظرًا لكونهم طبقة عسكرية إلى حد كبير، فقد كان المماليك بناة ورعاة غزير الإنتاج للمباني الدينية والمدنية. يعود تاريخ عدد كبير من المعالم التاريخية في القاهرة إلى عصرها، بما في ذلك العديد من أكثرها إثارة للإعجاب. كما ازدهرت المدينة من سيطرة طرق التجارة بين المحيط الهندي والبحر الأبيض المتوسط. بعد عهد الناصر، تعرضت مصر والقاهرة لأوبئة متكررة من الطاعون، بدءًا من الموت الأسود في منتصف القرن الرابع عشر. انخفض عدد سكان القاهرة واستغرق الأمر قرونًا للتعافي، لكنها ظلت العاصمة الرئيسية في الشرق الأوسط.
تحت حكم الأيوبيين والمماليك اللاحقين، أصبح شارع القصبة موقعًا متميزًا لبناء المجمعات الدينية والأضرحة الملكية والمؤسسات التجارية، والتي عادة ما يرعاها السلطان أو أفراد الطبقة الحاكمة. هذا هو المكان الذي تطورت فيه أسواق القاهرة الرئيسية، لتشكل منطقتها الاقتصادية الرئيسية للتجارة الدولية والنشاط التجاري. أصبح الشارع الرئيسي مليئًا بالمحلات التجارية ونفد المساحات لمزيد من التطوير، وتم بناء مبانٍ تجارية جديدة في الشرق، بالقرب من الجامع الأزهر وضريح الحسين، حيث لا تزال منطقة السوق في خان الخليلي موجودة بشكل تدريجي. أحد العوامل المهمة في التنمية الحضرية في القاهرة كانت الشخصية هي العدد المتزايد لمؤسسات «الوقف»، خاصة خلال الفترة المملوكية. كانت الأوقاف عبارة عن صناديق خيرية بموجب القانون الإسلامي والتي حددت الوظائف والعمليات ومصادر التمويل للعديد من المؤسسات الدينية / المدنية التي بنتها النخبة الحاكمة. تم وضعها عادةً لتحديد المباني الدينية أو المدنية المعقدة التي تجمع بين وظائف مختلفة (مثل مسجد، مدرسة، ضريح، سبيل) والتي غالبًا ما تم تمويلها من عائدات المباني التجارية الحضرية أو المزارع الريفية. بحلول أواخر القرن الخامس عشر، كان للقاهرة أيضًا برج شاهق مباني متعددة الاستخدامات (تُعرف باسم «رب» أو «خان» أو «الوكالة»، اعتمادًا على الوظيفة الدقيقة) حيث كان الطابقان السفليان عادةً لأغراض تجارية وتخزينية وكانت الطوابق المتعددة فوقهما مستأجرة إلى مستأجرين.

### القاهرة كعاصمة إقليمية للدولة العثمانية

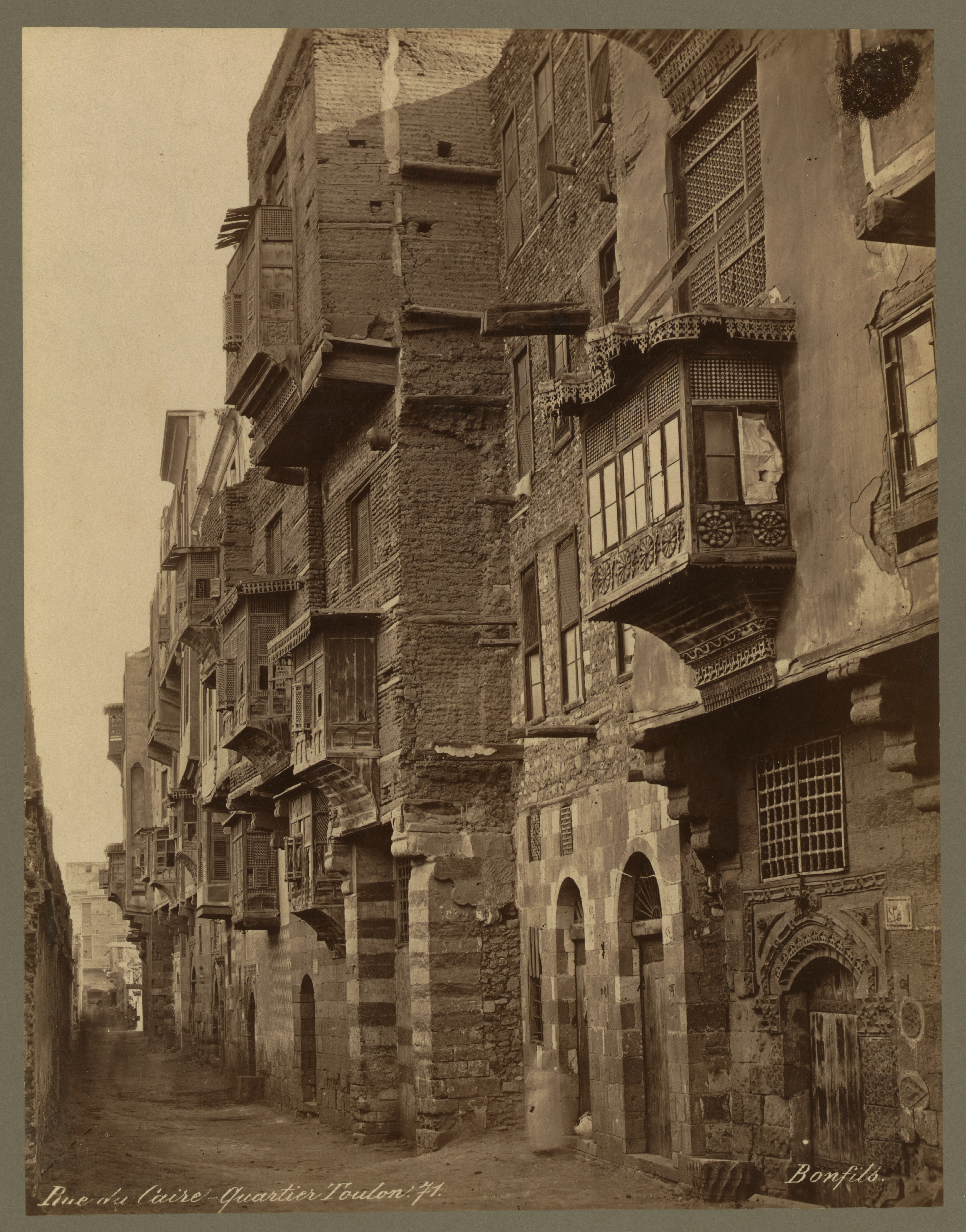
شارع تقليدي في القاهرة التاريخية ، به منازل متعددة الطوابق ويواجهها نوافذ خشبية "مشربية". (صورة من 1867.)

تم غزو مصر من قبل الدولة العثمانية عام 1517، تحت حكم سليم الأول، وظلت تحت الحكم العثماني لعدة قرون. خلال هذه الفترة، قاتلت النخب المحلية بلا توقف فيما بينها من أجل السلطة والنفوذ السياسيين؛ بعضها من أصل عثماني، والبعض الآخر من طبقة المماليك التي استمرت في الوجود كجزء من نخب البلاد على الرغم من زوال السلطنة المملوكية.
استمرت القاهرة في كونها مركزًا اقتصاديًا رئيسيًا وواحدة من أهم مدن الدولة العثمانية. وظلت نقطة الانطلاق الرئيسية لطريق الحج إلى مكة. بينما لم يكن الحكام العثمانيون رعاة أساسيين للعمارة مثل المماليك ومع ذلك، استمرت القاهرة في التطور ونمت أحياء جديدة خارج أسوار المدينة القديمة. تقاليد العصر المملوكي بدلاً من تقديم قطيعة واضحة مع الماضي. كان القرن الثامن عشر رعاة معماريين غزير الإنتاج. يعود تاريخ العديد من القصور البرجوازية أو الأرستقراطية القديمة التي تم الحفاظ عليها في القاهرة اليوم إلى العصر العثماني، وكذلك عدد منها من سبيل - كتّاب (مزيج من كشك توزيع المياه ومدرسة قراءة القرآن).

### القاهرة في عهد محمد علي باشا والخديويين

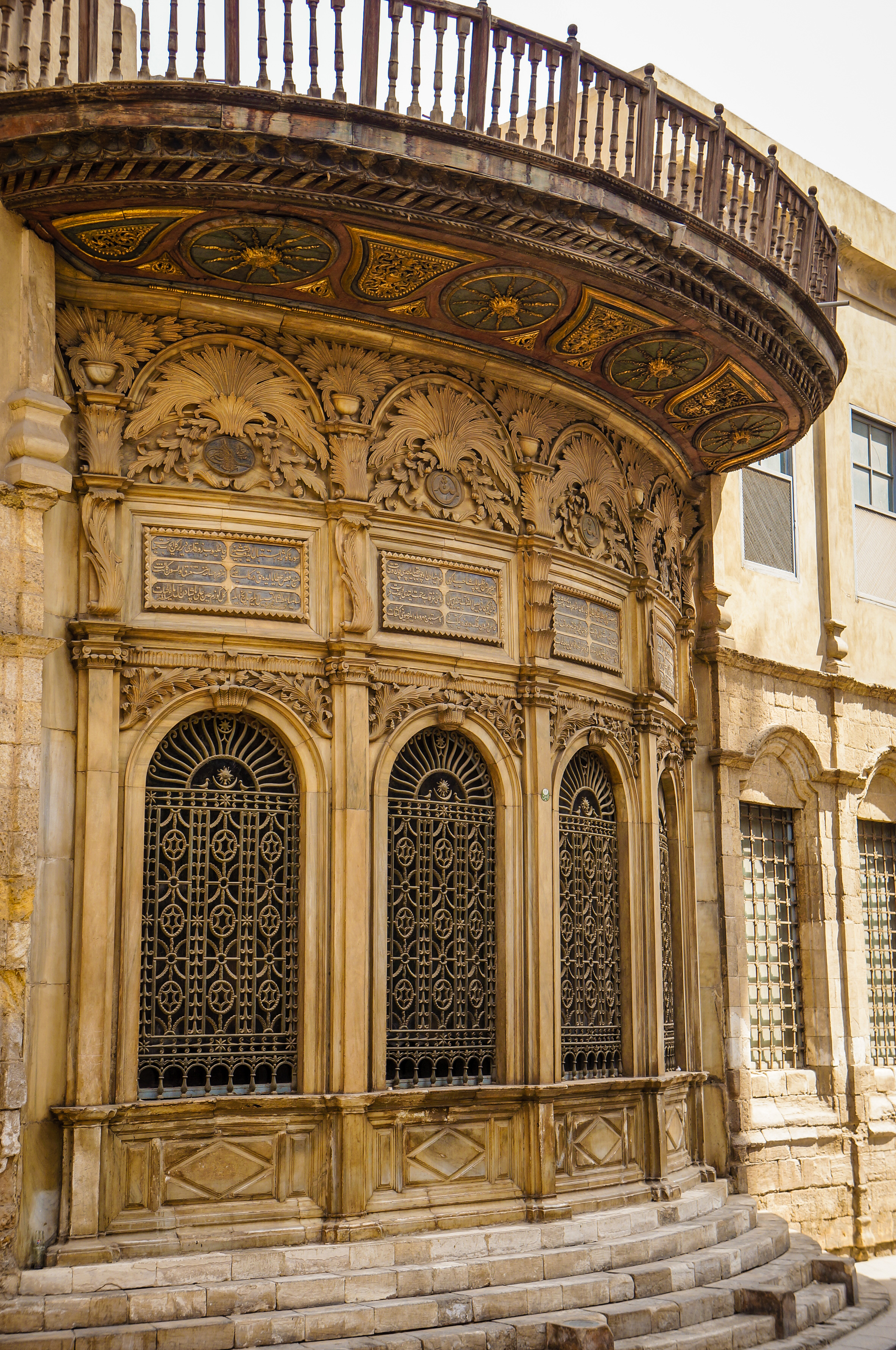
سبيل إسماعيل باشا ، بتكليف من محمد علي باشا عام 1828 بأسلوب "الباروك العثماني

غزت فرنسا بقيادة نابليون بونابرت مصر لفترة وجيزة بعد الحملة الفرنسية على مصر من 1798 إلى 1801، وبعد ذلك قام ضابط ألباني في الجيش العثماني يدعى محمد علي باشا بجعل القاهرة عاصمة إمبراطورية مستقلة استمرت من 1805 إلى 1882. ثم خضعت الدينة للسيطرة البريطانية حتى مصر حصلت على استقلالها في 1922.
في ظل حكم محمد علي باشا، تم تجديد قلعة القاهرة بالكامل. وتم هدم العديد من الآثار المملوكية المهجورة لإفساح المجال لمسجده الجديد (مسجد محمد علي) وقصور أخرى. أدخلت سلالة محمد علي أيضًا الطراز المعماري العثماني بشكل أكثر صرامة، خاصة في أواخر العصر «الباروكي العثماني» في ذلك الوقت. أحد أحفاده، إسماعيل، بصفته الخديوي بين عامي 1864 و 1879، أشرف على بناء قناة السويس الحديثة. إلى جانب هذا المشروع، تولى أيضًا بناء مدينة جديدة واسعة على الطراز الأوروبي في شمال وغرب المركز التاريخي للقاهرة. تحاكي المدينة الجديدة هوسمان في القرن التاسع عشر إصلاحات باريس، مع الجادات الكبرى والساحات كجزء من التخطيط والتخطيط. على الرغم من عدم اكتمالها بالكامل في حدود رؤية إسماعيل، إلا أن هذه المدينة الجديدة تشكل الكثير من وسط القاهرة اليوم. ترك هذا الأحياء التاريخية القديمة في القاهرة، بما في ذلك المدينة المسورة، مهملة نسبيًا. حتى القلعة فقدت مكانتها باعتبارها المقر الملكي عندما انتقل إسماعيل إلى قصر عابدين في عام 1874.

## المواقع والمعالم التاريخية

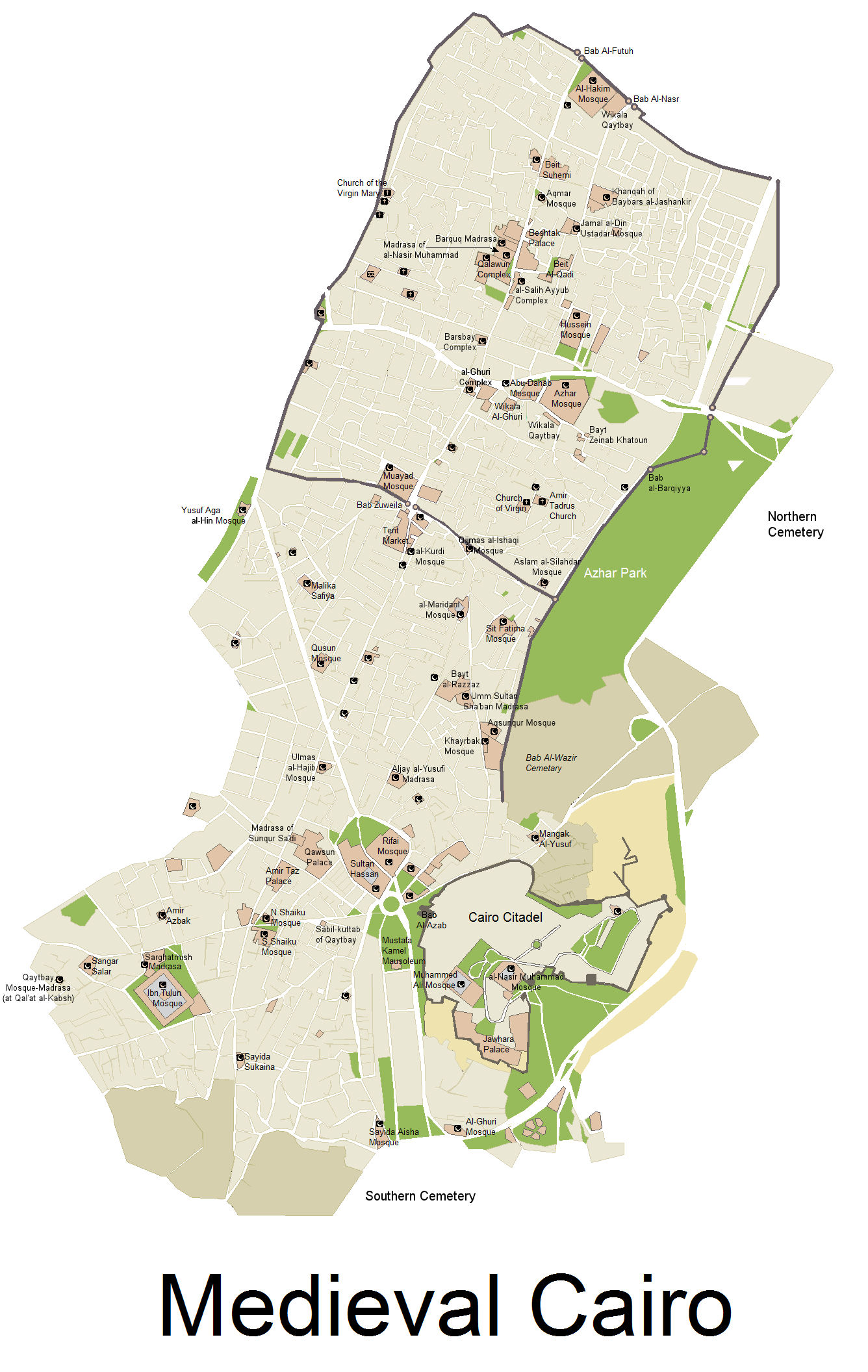
خريطة القاهرة التاريخية ، مغطاة بشبكة الطرق الحالية ، مع الإشارة إلى معظم المعالم الرئيسية الباقية.

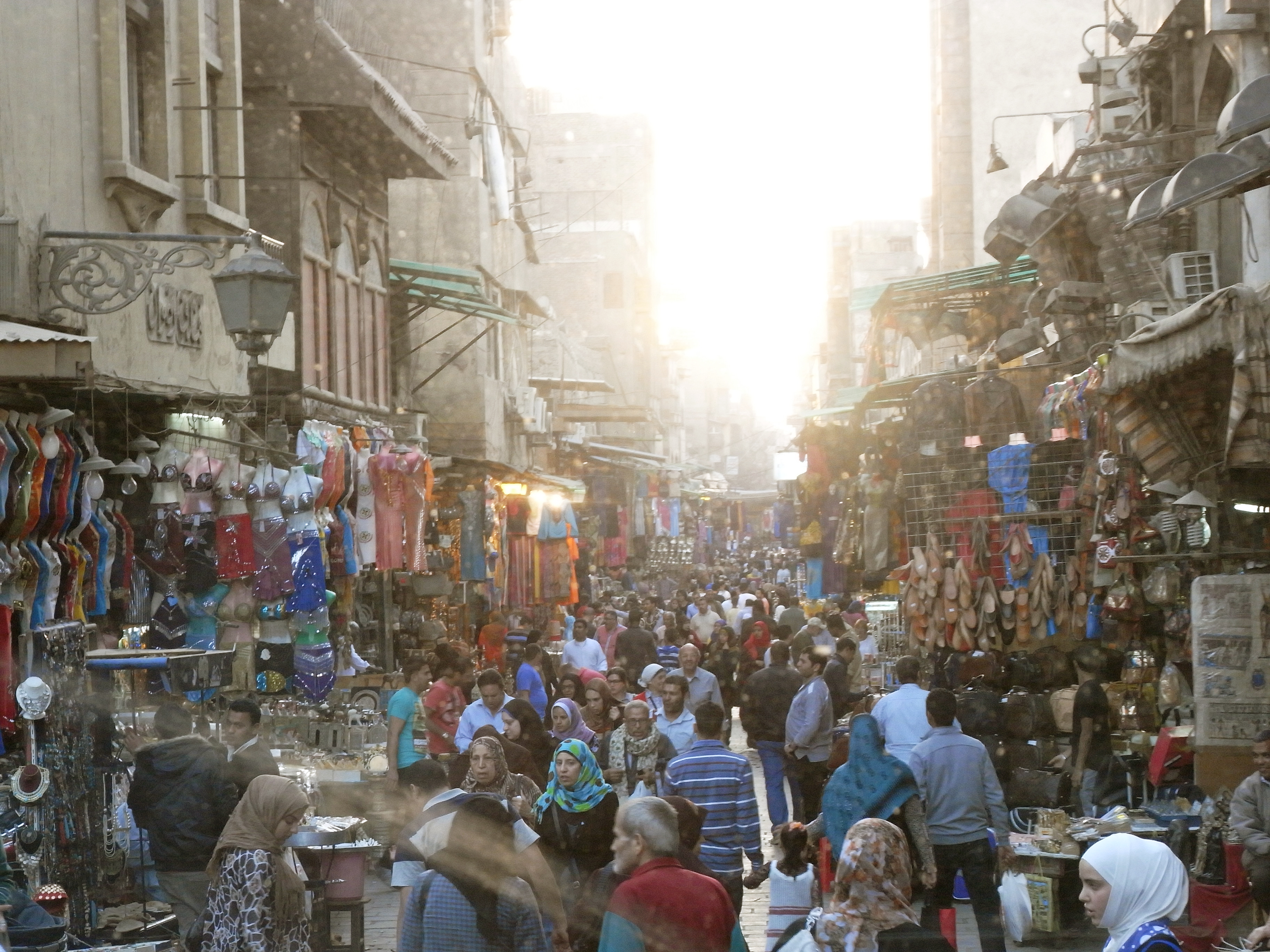
خان الخليلي ، السوق الرئيسي سوق أو مركز البازار في القاهرة في العصور الوسطى.

### المساجد
في حين أن أول مسجد في مصر كان مسجد عمرو بن العاص في الفسطاط، فإن مسجد ابن طولون هو أقدم مسجد احتفظ بشكله الأصلي وهو مثال نادر على العمارة العباسية، من الفترة الكلاسيكية للحضارة الإسلامية. تم بناؤه عام 876-879 م بأسلوب مستوحى من العاصمة العباسية سامراء في العراق. هو من أكبر مساجد القاهرة وغالبًا ما يكون تم الاستشهاد به كواحد من أجملها.
من أهم المؤسسات التي تأسست في العصر الفاطمي جامع الأزهر، التي تأسست عام 970 م، والتي تنافس القرويين في فاس للحصول على لقب أقدم جامعة في العالم. اليوم، جامعة الأزهر هي المركز الأول للتعليم الإسلامي في العالم وواحدة من أكبر الجامعات المصرية التي لها فروع في جميع أنحاء العالم البلد. يحتفظ المسجد نفسه بعناصر فاطمية مهمة ولكن تمت إضافته وتوسيعه في القرون اللاحقة، ولا سيما من قبل سلاطين المماليك قايتباي وقانصوه الغوري وعبد الرحمن كتخدا في القرن الثامن عشر. تشمل الآثار الأخرى الباقية من العصر الفاطمي مسجد الحكيم، ومسجد الأقمر، مسجد جويشي، لولوا مسجد، ومسجد الصالح طلائع.

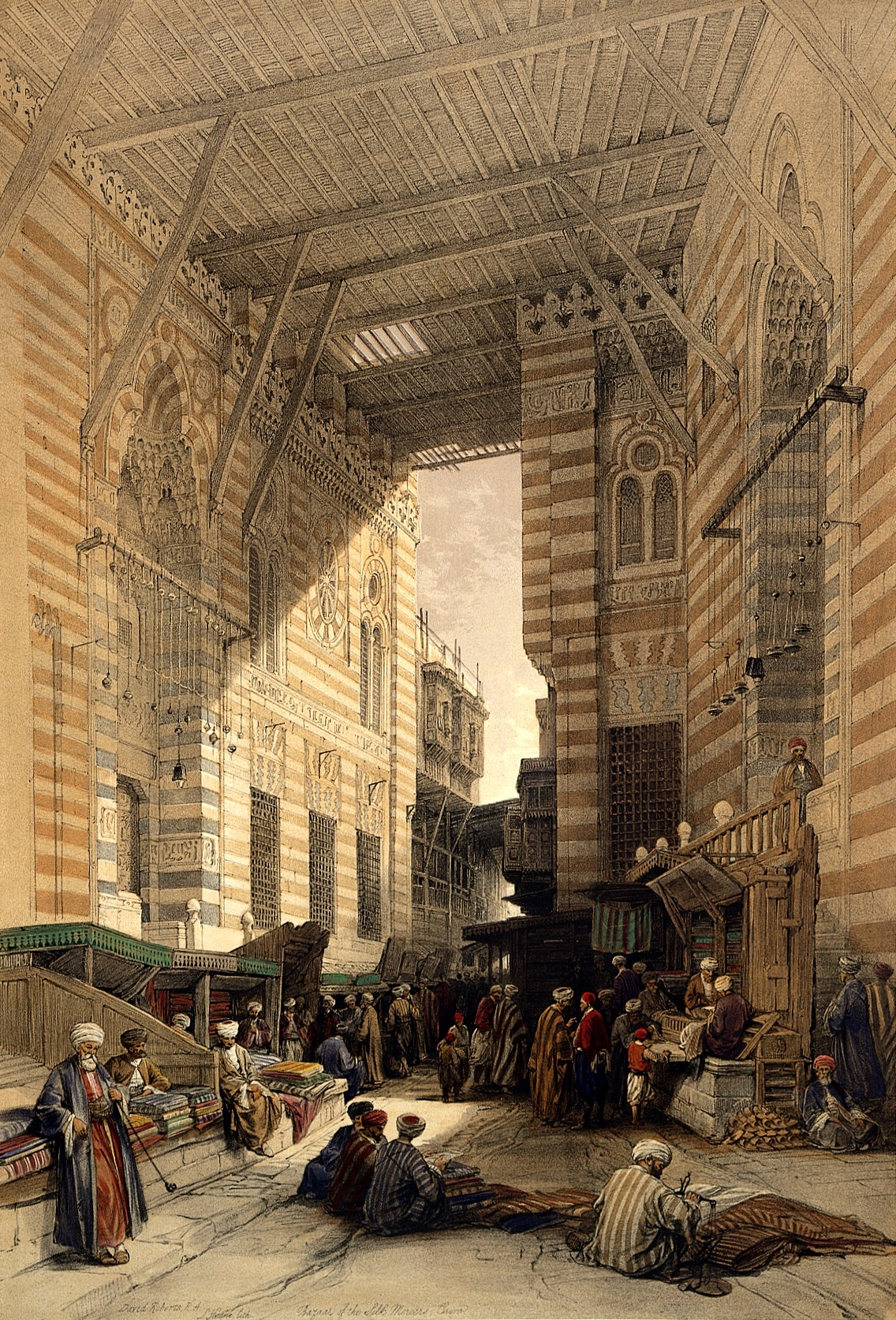
مباني الغورية وشارع السوق بينها ، رسمها ديفيد روبرتس في عام 1839.

ومع ذلك، فإن أبرز تراث معماري في القاهرة في العصور الوسطى يعود إلى الفترة المملوكية، من 1250 إلى 1517 م. كان السلاطين والنخب المملوكية رعاة متحمسين للحياة الدينية والعلمية، وعادة ما كانوا يبنون مجمعات دينية أو جنائزية يمكن أن تشمل وظائفها مسجد، مدرسة، خانقاه (لـ الصوفيين)، مراكز توزيع المياه (السبل) وضريح لهم ولعائلاتهم. من أشهر الأمثلة على الآثار المملوكية في القاهرة الضخم مسجد - مدرسة السلطان حسن، مسجد الطنبغا المارداني، مسجد السلطان المؤيد شيخ (الذي بُنيت مآذنه التوأم فوق بوابة باب زويلة)، مجمع سلطان الغوري، المجمع الجنائزي للسلطان قايتباي في المقبرة الشمالية، وثلاثي الآثار في بين القصرين التي تضم مسجد ومدرسة السلطان الناصر محمد (المعز) ، مجموعة السلطان المنصور قلاوون، ومجموعة السلطان الظاهر برقوق. تتضمن بعض المساجد استخدام ثانوي (عمارة) (غالبًا أعمدة أو تاج العمود) من المباني السابقة التي شيدها الرومان، البيزنطيين، أو الأقباط.

### الأضرحة والأضرحة
تعد القاهرة الإسلامية أيضًا موقعًا للعديد من الأضرحة الدينية المهمة مثل مسجد الحسين (الذي يُعتقد أن ضريحه يحمل رأس حسين بن علي)، وضريح الإمام محمد بن إدريس الشافعي (مؤسس المذهب الشافعي، إحدى المدارس الفكرية الأولية في السنة الفقه الإسلامي)، مسجد السيدة رقية (القاهرة) ، مسجد السيدة نفيسة، وغيرها. تقع بعض هذه الأضرحة داخل مناطق المقابر الشاسعة المعروفة مثل مدينة الموتى أو «القرافة» باللغة العربية، والتي تجاور المدينة التاريخية. يعود تاريخ المقابر إلى تأسيس الفسطاط، لكن العديد من أبرز وأشهر هياكل الأضرحة تعود إلى العصر المملوكي.

### الجدران والبوابات
عندما أسس الفاطميون القاهرة كمدينة قصر عام 969، كانت محاطة بدائرة من الجدران. أعيد بناؤها بالحجر في أواخر القرن الحادي عشر الميلادي من قبل بدر الجمالي، والتي بقيت أجزاء منها اليوم في باب زويلة في الجنوب وباب الفتوح وباب النصر في الشمال. تم تمديد الجدران وتعديلها بواسطة الأيوبيون كجزء من خطة صلاح الدين]الطموحة لحماية كل من القاهرة والفسطاط بمجموعة واحدة من الجدران. تم حفر أجزاء من هذه الجدران مؤخرًا بالقرب من حديقة الأزهر، بما في ذلك بعض البوابات الأيوبية مثل باب البرقية.

### القلعة
بدأ صلاح الدين بناء قلعة واسعة في 1176 لتكون بمثابة مقر السلطة في مصر، مع الانتهاء من البناء في عهد خلفائه. يقع على نتوء بالقرب من تلال المقطم المطل على المدينة. ظلت القلعة مقر إقامة حكام مصر حتى أواخر القرن التاسع عشر، وتحولت مرارًا وتكرارًا في ظل الحكام اللاحقين. وتجدر الإشارة إلى أن محمد علي باشا بنى القرن التاسع عشر مسجد محمد علي الذي لا يزال يهيمن على أفق المدينة من موقعه المرتفع.

### الأسواق والمباني التجارية

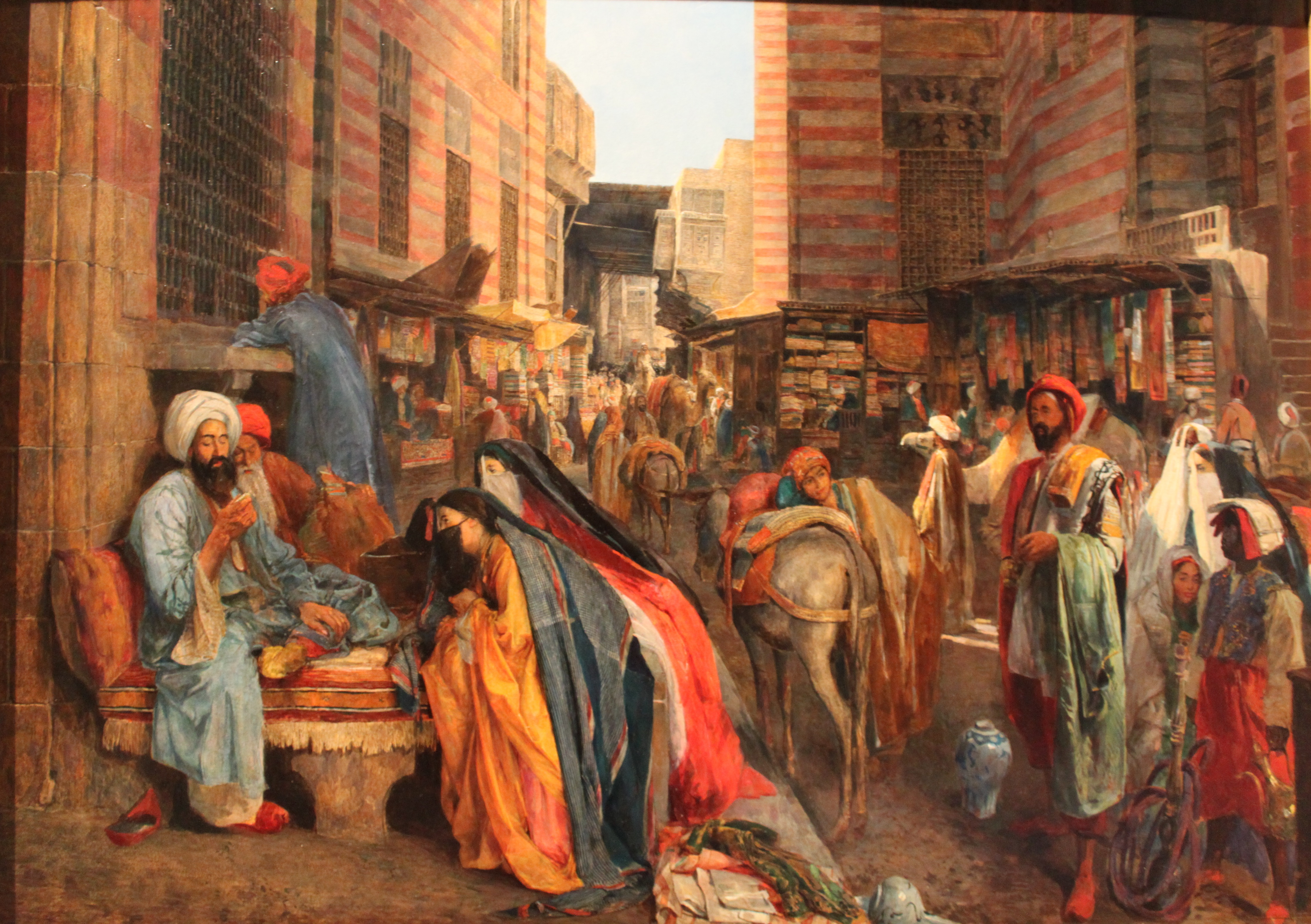
مشهد شارع بالقرب من مسجد الغوري في القاهرة ، حوالي 1876

قام المماليك ، والعثمانيون اللاحقون ، ببناء «الوكالة» (خان؛ المعروف أيضًا باسم «الخانات») لإيواء التجار والبضائع نظرًا للدور المهم للتجارة والتجارة في اقتصاد القاهرة. المثال الأكثر شهرة والأفضل حفظًا هو وكالة الغوري، والتي تستضيف في الوقت الحاضر أيضًا عروضًا منتظمة لفرقة تنورة فرقة رقص التراث المصري. يعد خان الخليلي الشهير سوق ومركزًا تجاريًا يضم أيضًا الكرفانات. مثال آخر على العمارة التجارية التاريخية هو القرن السابع عشر قصبة رضوان باي، وهي الآن جزء من منطقة الخيامية ، واسمها مشتق من المنسوجات الزخرفية (خيامية ') التي لا تزال تُباع هنا.

## حالة الحفظ
يعاني جزء كبير من هذه المنطقة التاريخية من الإهمال والانحلال ، في هذه واحدة من أفقر المناطق واكتظاظها في العاصمة المصرية. بالإضافة إلى سرقات الآثار الإسلامية والآثار الإسلامية ، كما ورد في الأهرام ويكلي. القطع الأثرية في حي الدرب الأحمر تهدد الحفاظ عليها على المدى الطويل.

## أهم المعالم والآثار الفاطمية الباقية
- مسجد الحاكم بأمر الله
- قصر الأمير بشتاك
- جامع الأقمر
- باب زويلة
- باب النصر
- مشهد الحسين بن علي بالقاهرة
- حارة برجوان

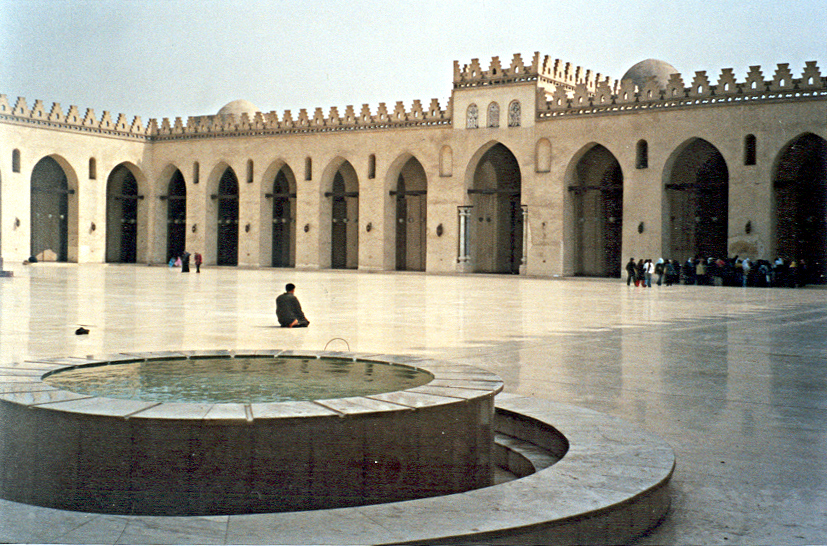
مسجد الحاكم

نقش {محمد وعلي} بجامع الأقمر

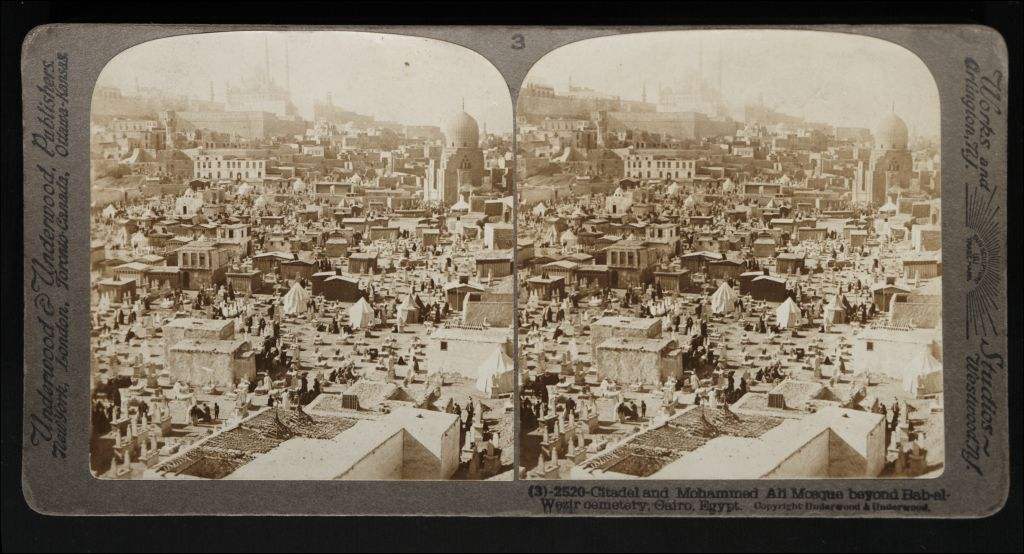
مقبرة باب الوزير ومن ورائها جامع محمد علي 1908م

- الأزهر الجامع الذي بناه جوهر الصقلي.
- القبة الفاطمية بشارع الجمالية.
- مشهد كلثم بشارع الإمام الليثي بالقاهرة.
- مسجد اللؤلؤة بجبل المقطم.
- قبة أبو الغضنفر بالدراسة.
- قبة الشيخ يونس بقرافة باب النصر.
- قبة الجعفري بشارع الأشراف.
- قبة الحصواتي بالإمام الشافعي.
- قبة القاسم الطيب بن محمد المأمون بن جعفر الصادق.
- مسجد الصالح طلائع بباب زويلة.
- قبة يحيى الشبيه بن القاسم الطيب بالإمام الشافعي.
- مشهد السيدة رقية بنت علي بشارع الأشراف.
- باب الوزير ومدرسة خاير بك